# International Centre for Trade Union Rights
El International Centre for Trade Union Rights (ICTUR) (Centro Internacional para los Derechos Sindicales, en español) es un órgano de la organización y la campaña con el propósito fundamental de defender y mejorar los derechos de los sindicatos y sindicalistas de todo el mundo. ICTUR ha acreditado su estado tanto con la Organización de las Naciones Unidas y la Organización Internacional del Trabajo.

## Publicación
- International Union Rights es una revista trimestral publicada por ICTUR. Abarca una gran variedad de cuestiones laborales.
- ICTUR et al., ed. (2005). Trade Unions of the World 6th Ed. John Harper Publishing. ISBN 0-9543811-5-7.